# Иноуэ, Кадзуо
Кадзуо Иноуэ (яп. 井上 和郎; род. 17 февраля 1981 в Фукуи, Япония) — бывший японский профессиональный шоссейный велогонщик. Двукратный серебряный призёр чемпионата Японии в групповой гонке.

## Достижения
2005
2-й Тур Окинавы
2008
Чемпионат Японии
2-й  Групповая гонка
2009
Восточноазиатские игры
1-й  Командная гонка
4-й Групповая гонка
6-й Шоссейная гонка Кумамото
8-й Тур Окинавы
2010
4-й Шоссейная гонка Кумамото
2011
1-й Этап 2 Тур Филиппин
2012
9-й Тур Хоккайдо
2014
Чемпионат Японии
2-й  Групповая гонка
2015
5-й Тур Окинавы